# جوردن ريد
جوردن ريد (بالإنجليزية: Jordan Reed)‏ (و. 1990  م) هو لاعب كرة قدم أمريكية، من الولايات المتحدة، ولد في نيو لندن، يلعب كطرف ضيق ‏.

## التعليم
تعلم في جامعة فلوريدا.